# パトリック・ダヴァン
パトリック・ダヴァン（Patrick Davin, 1962年2月16日 - 2020年9月9日）は、ベルギー出身の指揮者。

## 生涯
ユイの生まれ。リエージュ王立音楽院とトゥーロン音楽院でヴァイオリン、ピアノ、和声と対位法を学ぶ。指揮法はルネ・デフォセ、ピエール・ブーレーズとペーテル・エトヴェシュに師事した。
アンサンブル・モデルン、アンサンブル・アンテルコンタンポラン、イティネレール、ウィーン・クラングフォーラムなどに客演して、頭角を現した。
オペラの指揮にも意欲的に取り組み、リュック・ボンディ、アンドレ・エンゲル、オリヴィエ・ピィ、ヘルベルト・ヴェルニッケ、ロベール・ルパージュ等の演出家たちと組んで新演出によるオペラ上演をヨーロッパ各地の歌劇場で試みた。
2013年から2018年までミュルーズ交響楽団の芸術監督を務める。
2016年12月、川端康成原作「眠れる美女」の現代オペラ化『眠れる美女～House of the Sleeping Beauties～』(2008年モネ劇場初演／東京文化会館開館55周年・日本ベルギー友好150周年記念)を指揮するため来日。